# Braquehund
För andra betydelser, se Braque (olika betydelser).

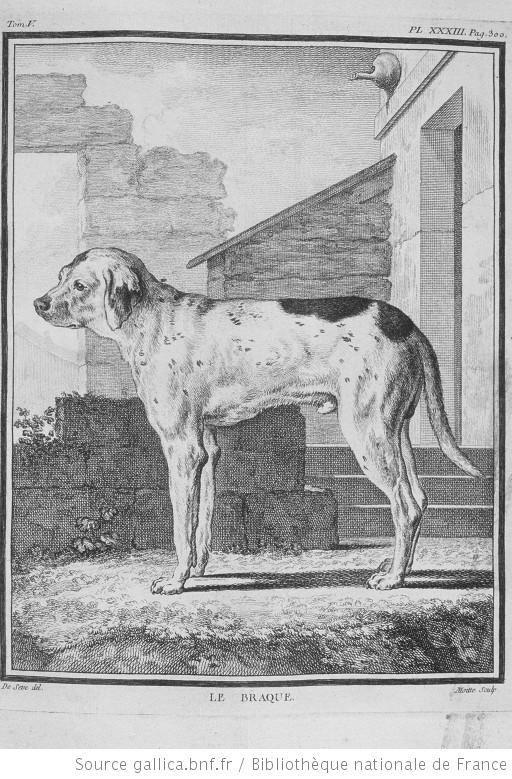
En braquehund av typen stående fågelhund.

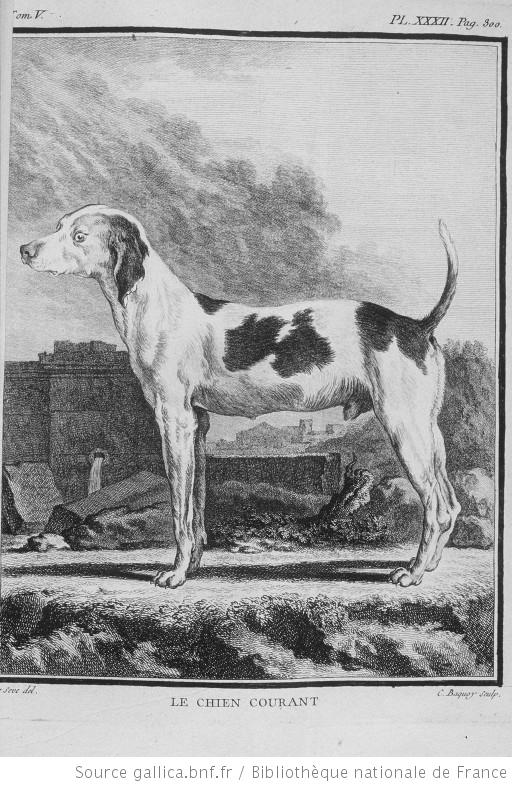
En braquehund av typen drivande hund. Båda bilderna är från Georges-Louis Leclerc de Buffons (1707-1788) stora naturalhistoria från mitten av 1700-talet.

Braquehundar är urtypen för många jakthundar, främst viltspårhundar, drivande hundar och fågelhundar. I dagens Sverige representeras de främst av de olika stövarna samt drevern.